# Musica liquida

La copertina del N° 404 della rivista audio italiana SUONO

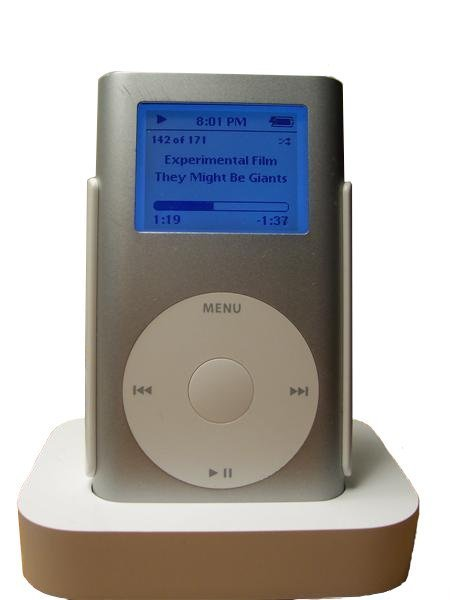
Il "Punto Zero"

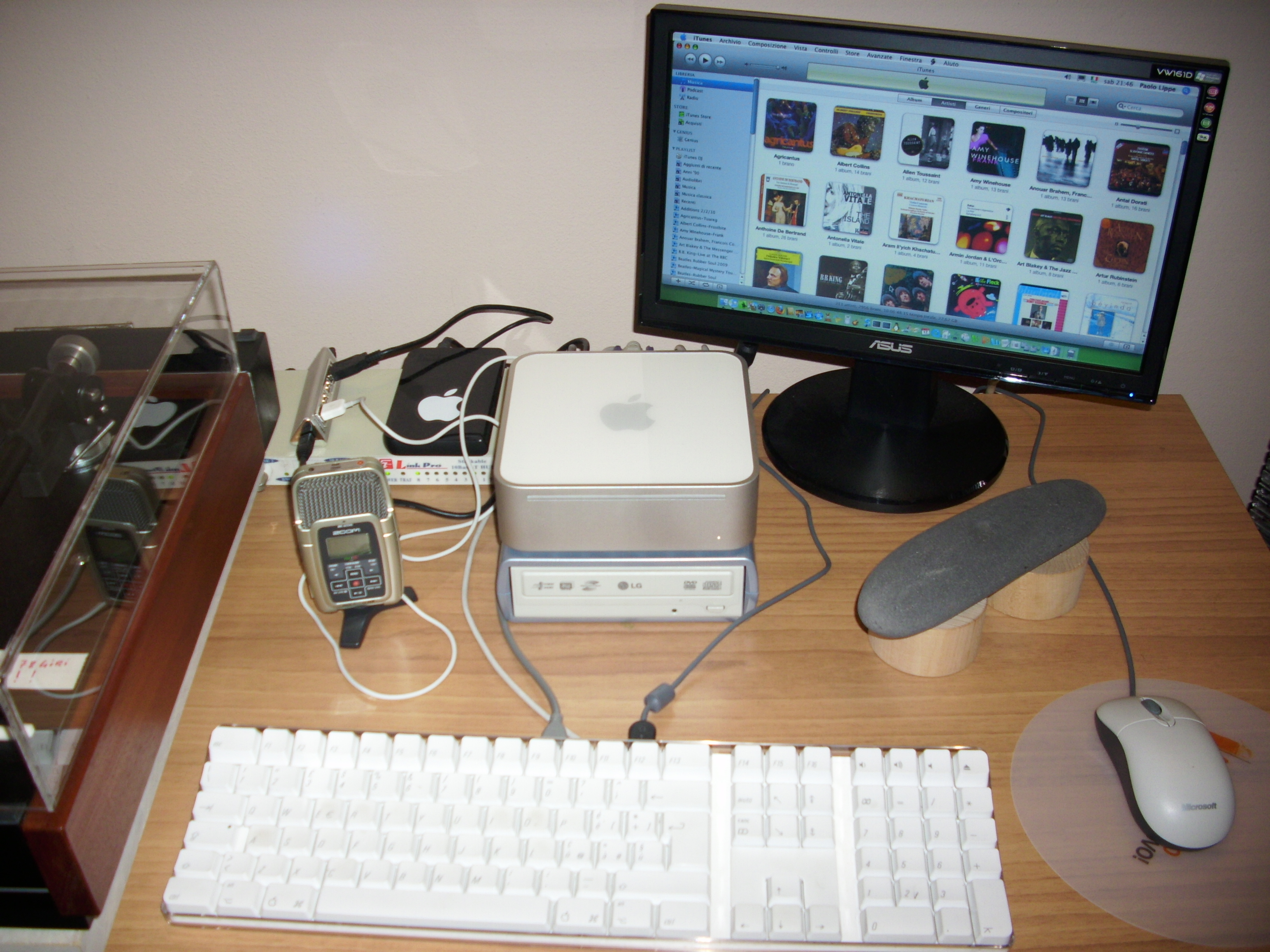
Un moderno Server Musicale basato su iTunes/Mac mini, un cavo USB e un DAC

La locuzione musica liquida è un neologismo utilizzato in riviste di musica, Hi-Fi, informatica, tecnologia e sul World Wide Web per indicare quella porzione della musica fruibile senza supporto fonografico tradizionale (CD, vinile, nastro). 

## Uso della locuzione
Non si conosce il momento esatto in cui la locuzione musica liquida è stata creata. La rivista italiana Audio Review l'ha utilizzata nell'ottobre del 2006, mentre altre riviste italiane di Hi-Fi hanno iniziato ad utilizzarla a partire dal maggio 2007, subito dopo l'accordo del 2 aprile fra la Apple e la EMI, che prevedeva la possibilità di scaricare da iTunes file musicali di qualità migliore (256 kbit/s in luogo dei 128 kbit/s) e soprattutto liberi dal DRM. 
In particolare, la rivista SUONO uscì a maggio 2007 con una copertina raffigurante un CD nell'atto di sciogliersi e con il titolo: musica liquida.

## File musicali
I file musicali scaricabili da internet usano differenti formati digitali, compressi e non compressi, anche ad alta qualità; quelli di musica digitale in formati compressi (MP3, AAC, ogg ed altri) hanno avuto diffusione grazie alle piattaforme di scambio peer-to-peer come Napster, Audiogalaxy, LimeWire, eMule ecc. e successivamente con la diffusione delle piattaforme per l'acquisto dei suddetti file come iTunes. 
La relativa lentezza delle connessioni ad Internet, unitamente ai limiti dei supporti fisici di immagazzinamento dei dati (disco rigido) avevano imposto un sistema di compressione di tali file. Diverse piattaforme utilizzano il formato compresso AAC, altre utilizzano il formato MP3.

## Alta definizione (HD)
Uno studio pubblicato sul Journal of the Audio Engineering Society ha confrontato in doppio cieco il formato classico del CD a 16 bit/44,1 kHz con l'HD a 24 bit/192 kHz (DVD audio) su 60 ascoltatori sottoposti complessivamente a 554 test nel periodo di un anno; il test ha dimostrato che, a parità di qualità dell'incisione (medesimo mastering) nessuno è in grado di distinguere fra CD e HD. 
Tuttavia lo studio conclude che «virtualmente tutti i SACD e DVD audio suonano meglio, spesso molto meglio del CD», non per la maggiore risoluzione ma per la migliore qualità dell'incisione, del mixaggio e della produzione artistica delle registrazioni che vengono poi proposte dalle etichette discografiche nei supporti ad alta definizione, solidi o liquidi.

## Formati musicali liquidi
I formati musicali più diffusi sono:
- AAC
- WMA
- Wave
- AIFF
- MP3
- APE
- FLAC
- Ogg Vorbis

Esistono anche formati che, a differenza dei comuni PCM, trasmettono il segnale audio usando solo un bit e due valori (0 o 1) con una frequenza di campionamento non fissa ma variabile intorno ad una frequenza centrale, molto più elevata (64 volte ovvero 2.8MHz per il SACD, e si parla di DSD64 oppure 128 volte 5.6MHz per il DSD128). 
Tuttavia, per questione di spazi di archiviazione limitati, si predilige l'utilizzo di comuni PCM.